# 1940 chez Disney
Cet article présente la liste des évènements de la Walt Disney Productions ayant eu lieu en 1940.

## Événements

### Février
- 7 février 1940, Première mondiale du film Pinocchio au Center Theatre de New York[1]

### Mars
- 15 mars 1940, Sortie du Donald Duck Donald le riveur[2]

### Avril
- 2 avril 1940, Walt Disney Productions émet son premier lot d'actions, sur l'équivalent américain du second marché comprenant 155 000 actions[3],[4]
- 5 avril 1940, Sorti du Donald Duck La Blanchisserie de Donald[5]
- 26 avril 1940, Sortie du Mickey Mouse Le Remorqueur de Mickey[6]

### Mai
- 6 mai 1940, Les studios Disney déménagent à Burbank au 500 Buena Vista Drive[4]
- 17 mai 1940, Sorti du Donald Duck Colleurs d'affiches[7]

### Juin
- 28 juin 1940, Sortie du Pluto Pluto a des envies[8]

### Juillet
- 19 juillet 1940, Sortie du Donald Duck Donald a des ennuis[9]

### Août
- 9 août 1940, Sortie du Donald Duck Donald fait du camping[10]
- 30 août 1940, Sortie du Mickey Mouse Le Rêve de Pluto[11]

### Septembre
- 20 septembre 1940, Sortie du Donald Duck Nettoyeurs de carreaux[12]

### Octobre
- 1er octobre 1940, Sortie du Mickey Mouse Le Voyage de Mickey[13] (ou 1er novembre)
- 13 octobre 1941, Naissance de Dave Smith, fondateur des Walt Disney Archives[14]

### Novembre
1er octobre 1940, Sortie du Mickey Mouse Le Voyage de Mickey (ou 1er octobre)
- 13 novembre 1940, Première mondiale du film Fantasia aux États-Unis[16],[17]
- 22 novembre 1940, Sortie du Dingo Le Planeur de Dingo[18]

### Décembre
- 13 décembre 1940, Sortie du Donald Duck Donald capitaine des pompiers[19]
- 27 décembre 1940, Sortie du Pluto Pluto resquilleur[20]